# Jakub Paul
Jakub Paul (Coira, 22 marzo 1999) è un tennista svizzero.

## Biografia
Specialista del doppio, non è andato oltre le semifinali nel circuito maggiore e ha esordito nelle prove del Grande Slam raggiungendo il secondo turno all'Open di Francia 2025 con la vittoria sulle teste di serie nº 10 Máximo González / Andrés Molteni.
Ha vinto alcuni tornei dell'ATP Challenger Tour e si è spinto fino al 79º posto del ranking ATP nel luglio 2025. In singolare ha vinto solo alcuni tornei ITF.

## Statistiche

### Tornei Challenger

#### Doppio

##### Vittorie (6)
| N. | Data             | Torneo                               | Superficie  | Compagno            | Avversari in finale                | Punteggio   |
| 1. | 6 luglio 2024    | Internationaux de Troyes, Troyes     | Cemento     | Neil Oberleitner    | Denis Istomin Evgeny Karlovskiy    | 6-4, 7-6(1) |
| 2. | 1º dicembre 2024 | Yokkaichi Challenger, Yokkaichi      | Cemento     | Thomas John Fancutt | Kokoro Isomura Hikaru Shiraishi    | 6-2, 7-5    |
| 3. | 1º febbraio 2025 | Koblenz Open, Coblenza               | Cemento (i) | David Pel           | Geoffrey Blancaneaux Joshua Paris  | walkover    |
| 4. | 8 febbraio 2025  | Play In Challenger Lille, Lille      | Cemento (i) | David Pel           | Karol Drzewiecki Piotr Matuszewski | 6-3, 6-4    |
| 5. | 8 marzo 2025     | Thionville Open, Thionville          | Cemento (i) | David Pel           | Matteo Martineau Luca Sanchez      | 6-1, 6-4    |
| 6. | 12 luglio 2025   | Città di Trieste Challenger, Trieste | Terra rossa | Matěj Vocel         | Robin Haase Johannes Ingildsen     | 7-5, 6-1    |